# وارونه‌سرینان
وارونه‌سرین (نام علمی: Antiarchi) نام یک راسته از رده پلمه‌پوستان است.